# Rivera (Uruguay)
Pour les articles homonymes, voir Rivera.
Rivera (espagnol : Ciudad de Rivera) est une ville d'Uruguay, siège d'une municipalité et la capitale du département de Rivera.

## Histoire
La ville de Rivera a été officiellement fondée le 20 juillet 1867, son nom vient du militaire et politicien uruguayen Fructuoso Rivera.

## Géographie
La ville est coincée entre la Cuchilla Negra et la Cuchilla de Santa Ana et est limitrophe de la ville de Santana do Livramento (Brésil) et forme une conurbation de 180 000 habitants. La place Internacional construite en 1943 forme une frontière ouverte entre les deux pays puisque la frontière n'est pas directement visible et est appelée la « frontière de la paix » (« Frontera de la Paz »).

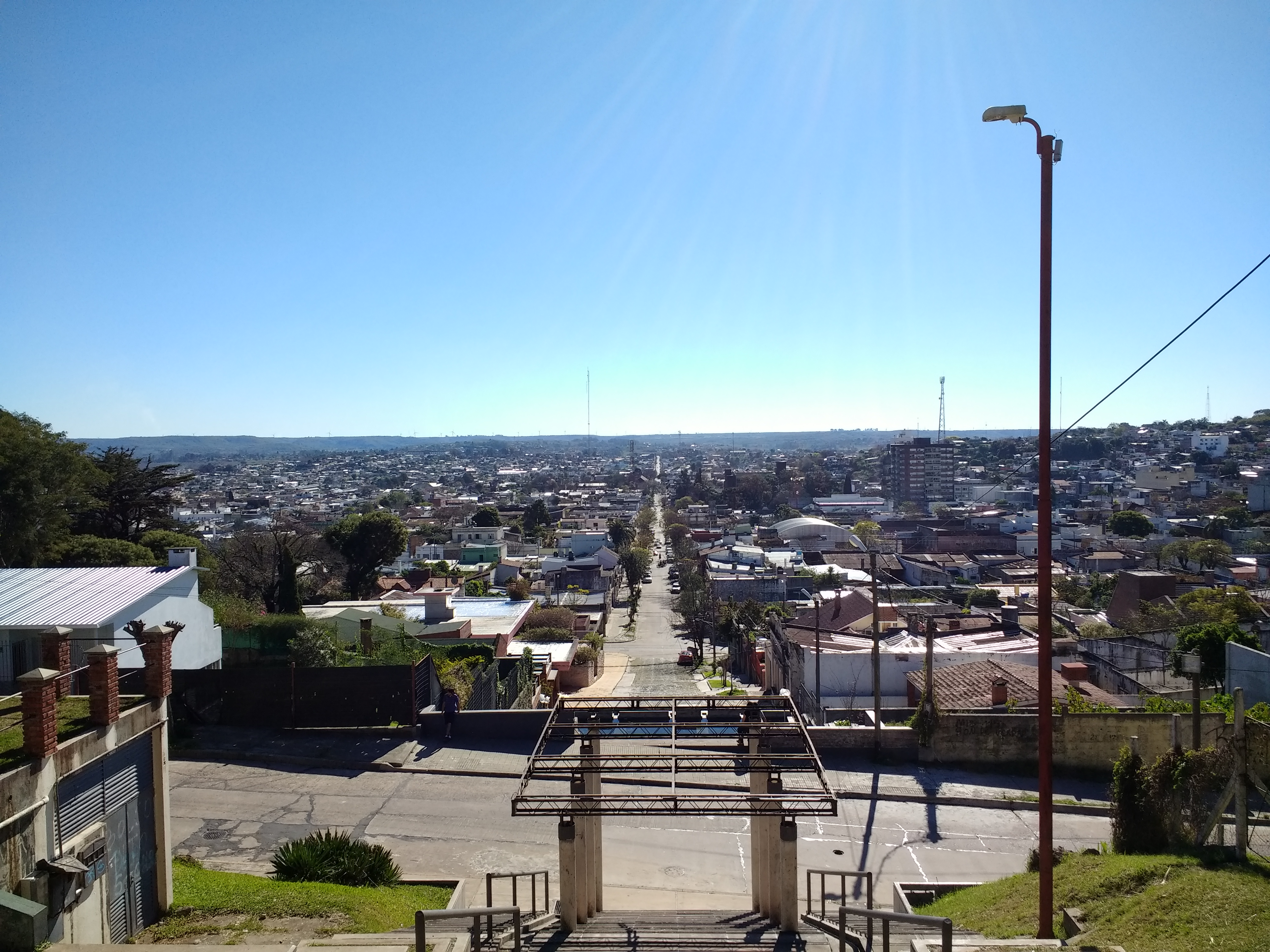
Panorama sur Rivera depuis le Cerros Marconi, une butte au sud de la ville.

## Population
| Année | Population |
| ----- | ---------- |
| 1963  | 41 270     |
| 1975  | 48 780     |
| 1985  | 57 314     |
| 1996  | 62 859     |
| 2004  | 64 426     |
| 2009  | 67 136     |
| 2023  | 84 775     |

,

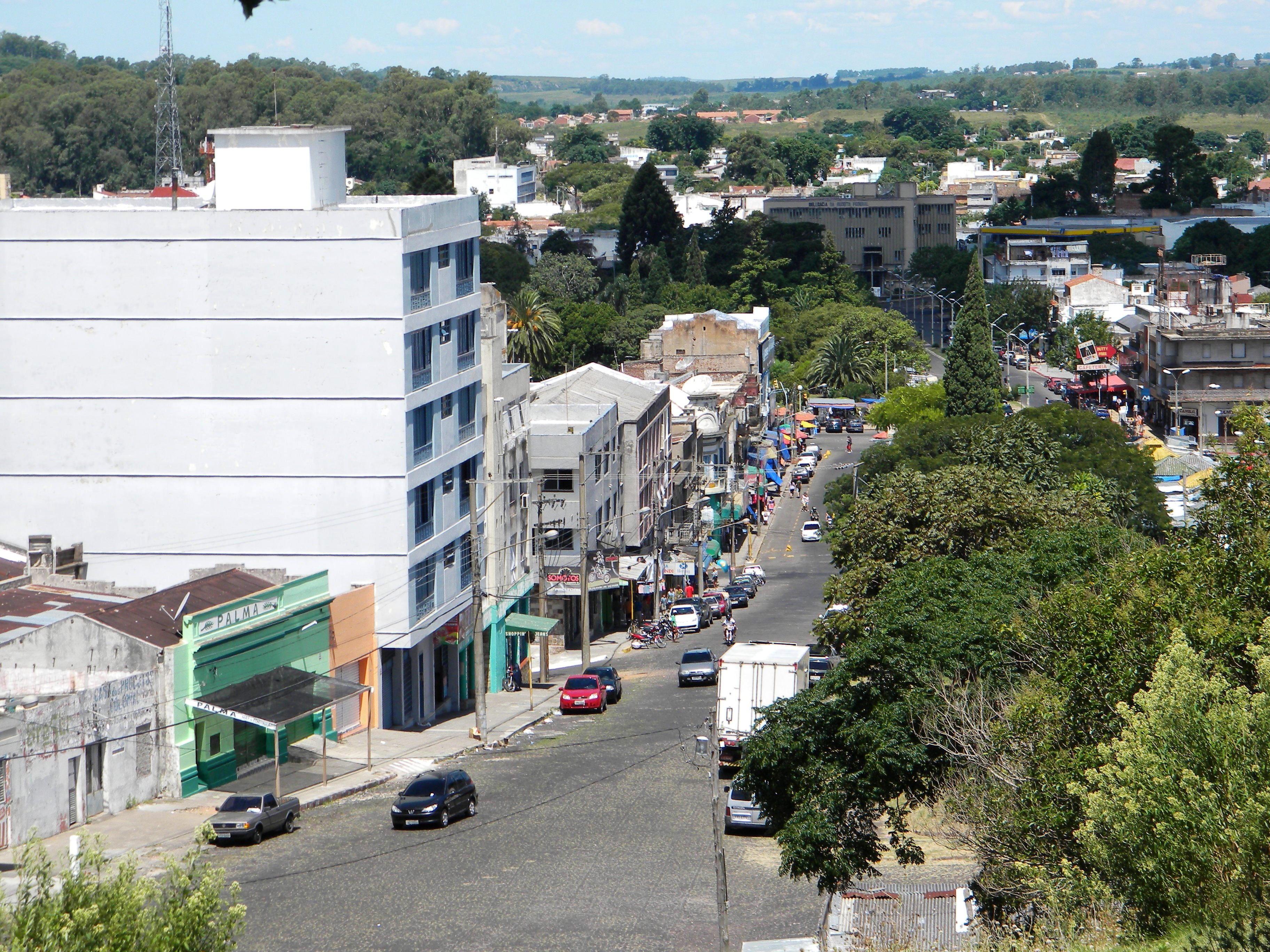
L'avenue principale de la ville.
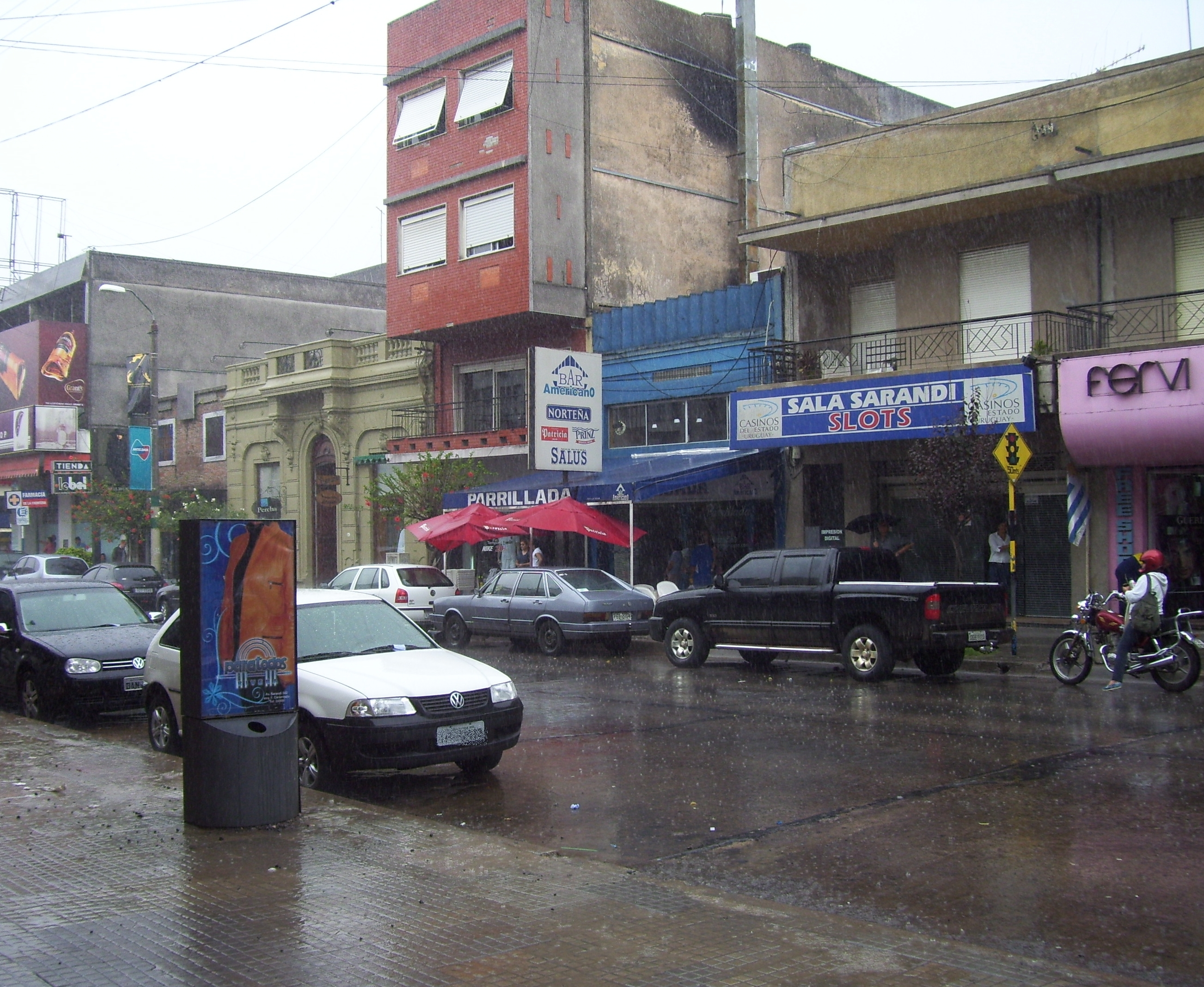
L'avenue Sarandí, zone commerçante.
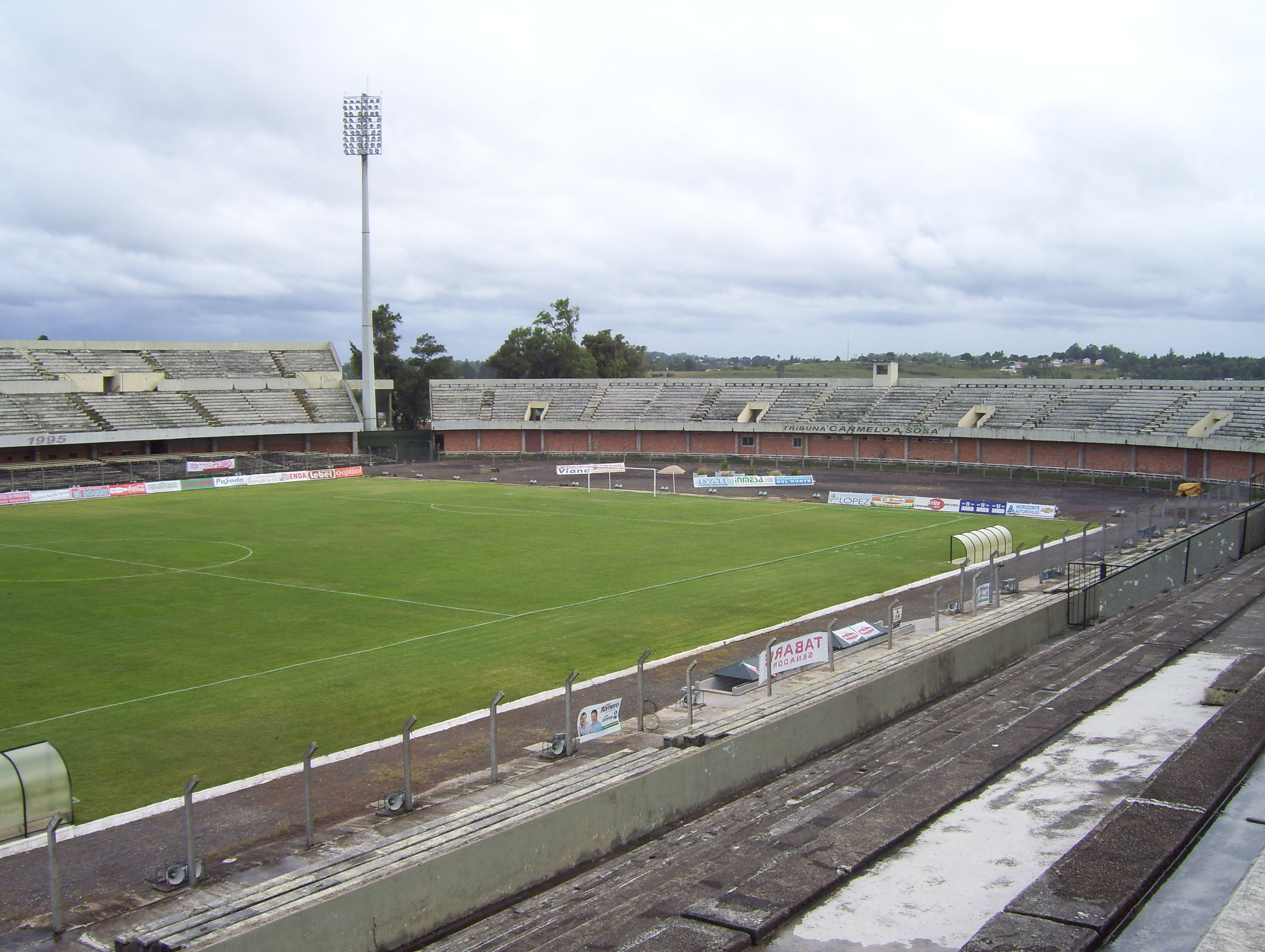
Le stade Atilio Paiva Olivera.

## Économie
La ville possède un aéroport international inauguré le 16 juin 1979, un barrage hydroélectrique alimente la ville en électricité.

## Relations internationales

### Jumelages
La ville de Rivera est jumelée avec:
- Santana do Livramento (Brésil)

## Personnalités
- Carmelo Arden-Quin : artiste.
- Hugo de León : ancien footballeur et entraîneur.
- Pablo Bengoechea : ancien footballeur.
- Aparicio Méndez : homme politique et président de l'Uruguay (1976-1981).
- Rodrigo Mora : footballeur.
- Eduardo Milán : poète, essayiste et critique littéraire.

### Article lié
- Portuñol, langue parlée dans la ville